# Eric Barclay
Eric Barclay, egentligt namn Axel Erik Altberg, född 17 november 1894 i Lilla Malma i Södermanland, död 14 januari 1938 på Kiplingeberg i Bälinge socken i Uppland, var en svensk skådespelare.
Han var ryttmästare vid Livregementets husarers reserv. Barclay studerade teater i London och Paris. Han scendebuterade i en kriminalpjäs på Nya Intima teatern i Stockholm 1932 och medverkade i stumfilmer inspelade i England, Belgien, Frankrike och Schweiz. Barclay avled efter en längre tids sjukdom på Akademiska sjukhuset i Uppsala.

## Filmografi (urval)
- 1925 – Polis Paulus' påskasmäll
- 1926 – Faust
- 1930 – Charlotte Löwensköld
- 1931 – Hans Majestät får vänta
- 1934 – Kungliga Johansson